# Carlos Aldunate Solar
Carlos Aldunate Solar (Santiago 11 mei 1856 - aldaar 14 juni 1931) was een Chileens politicus.
Hij studeerde aan het Instituto Nacional en rechten aan de Universiteit van Chili. Op 10 juni 1876 werd toegelaten tot de balie van Santiago. Hij was gedurende vijftien jaar werkzaam als advocaat. Hij was achtereenvolgens hoogleraar burgerlijk recht aan de Universiteit van Chili (1886-1897) en de Katholieke Universiteit van Chili (1897-1904). Hij was oprichter van de Banco Hipotecario (Hypotheekbank) en lid van de raad van bestuur. Hij was meerdere keren voorzitter van de Partido Conservador (Conservatieve Partij) en vertegenwoordigde de conservatieven in de Senaat (1879-1882; 1905-1921). Hij was van 14 oktober 1913 tot 14 oktober 1914 voorzitter van de Senaat.
Van 16 oktober tot 1 december 1922 en van 12 september 1924 tot 23 januari 1925 was hij minister van Buitenlandse Zaken. Tijdens zijn ministerschap bemiddelde hij in een conflict tussen Chili en Peru.